# Розина фон Баден
Розина фон Баден (на немски: Rosine von Baden; * 5 март 1487; † 29 октомври 1554, Вахендорф в Щарцах) е принцеса и титулувана маркграфиня от Баден и чрез женитби графиня на Хайгерлох и фрайфрау фон Ов цу Вахендорф.

## Живот
Тя е дъщеря на маркграф Христоф I фон Баден (1453 – 1527) и Отилия фон Катценелнбоген (1451 – 1517), внучка на граф Филип I фон Катценелнбоген.
Розина се омъжва през 1503 г. за граф Франц Волфганг фон Хоенцолерн от Хайгерлох (* 1483/84; † 16 юни 1517).
След смъртта на Франц Волфганг през 1517 г. графиня Розина фон Баден получава като вдовишка резиденция дворец Хайгерлох.
Розина се омъжва втори път на 17 декември 1526 г. за фрайхер Йохан фон Ов цу Вахендорф († 29 октомври 1571).

## Деца
Розина и Франц Волфганг имат децата:
- Кристоф Фридрих († 1535), 1517 – 1535 граф на Хайгерлох, ∞ Анна Релинген фон Халтенберг
- Елизабет (* 1514; † 1573), ∞ Йохан Кристоф I дела Скала от Верона (* 1509; † 1544), господар на Амеранг
- Хелена Елеонора († 1565), ∞ граф Кристоф фон Неленбург-Тенген († 1539)
- Анна († 1558?), ∞ 1532 г. фрайхер Улрих Филип фон Хоензакс († 6 март 1585)
- Розина († сл. 1583, Щетен)